# Bogusław Łubieński (1893–1941)

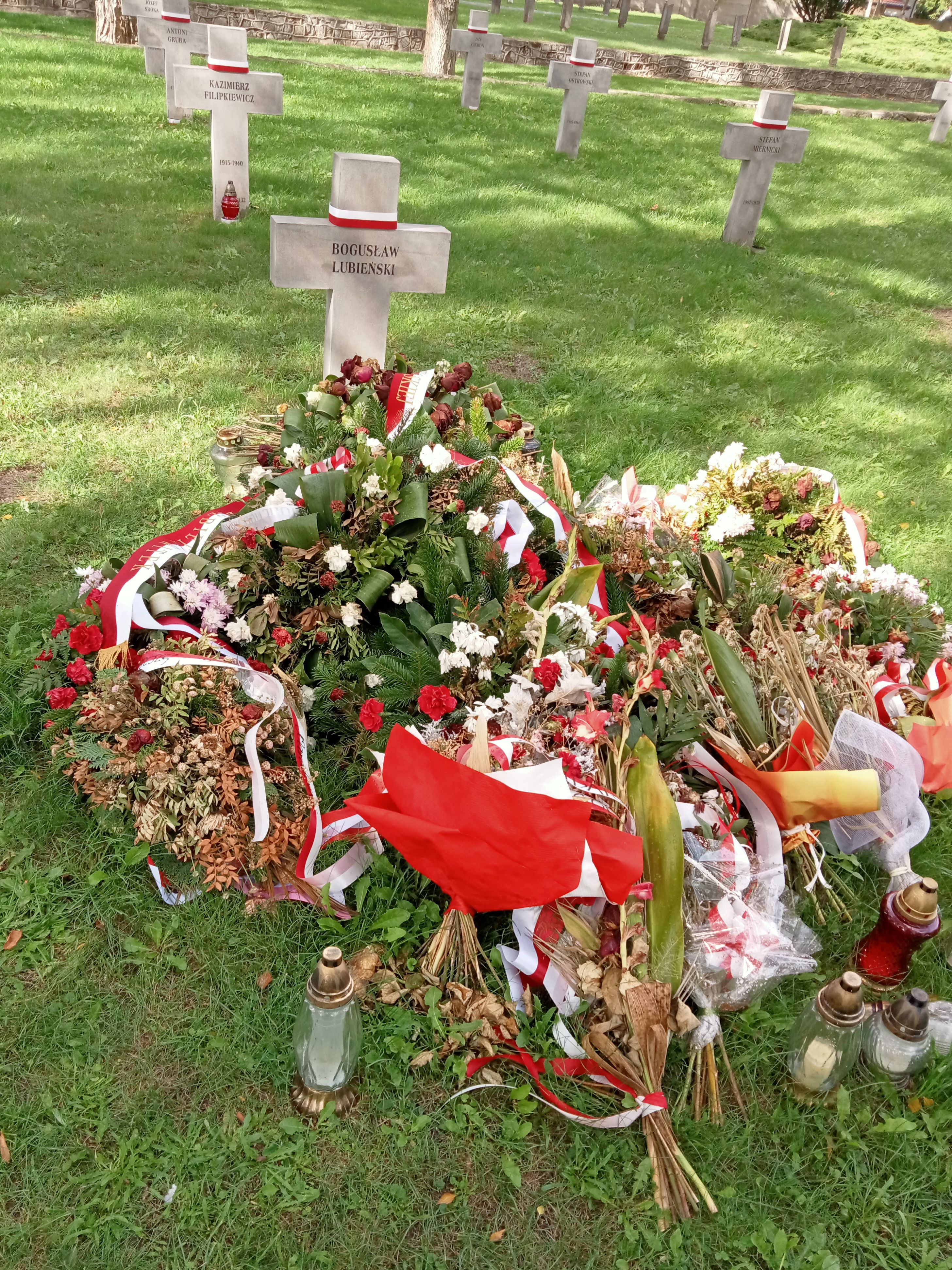
Grób Bogusława Łubieńskiego na cmentarzu wojennym w Stargardzie

Bogusław Łubieński (ur. 25 grudnia 1893 w Kiączynie, zm. 22 kwietnia 1941 w Oflagu II C Woldenberg) – polski ziemianin, powstaniec wielkopolski, działacz gospodarczy, polityk, poseł na Sejm IV kadencji w II RP.

## Życiorys
Pochodził z rodziny ziemiańskiej. Urodził się w rodzinnym majątku Kiączyn koło Kaźmierza. Początkowo uczył się w domu, następnie w Gimnazjum św. Marii Magdaleny w Poznaniu, gdzie brał udział w pracach tajnego Towarzystwa Tomasza Zana. Po maturze (1913) odbył praktykę rolniczą i rozpoczął studia ekonomiczno-rolnicze w Monachium. Był jednak zmuszony je przerwać, ponieważ został powołany do wojska niemieckiego. Po wybuchu rewolucji w Niemczech należał do Rady Żołnierskiej w Kaźmierzu oraz Powiatowej Rady Ludowej, a także Rady Robotniczej i Żołnierskiej w Szamotułach. Od 3 stycznia 1919 roku był uczestnikiem powstania wielkopolskiego. Walczył na odcinku czarnkowsko-wieleńskim, następnie został adiutantem w II batalionie czarnkowskim. Brał również udział w wojnie polsko-bolszewickiej. Został zwolniony z wojska ze względu na zły stan zdrowia. Od 1920 do 1921 roku pracował w Departamencie Rolnym Ministerstwa byłej Dzielnicy Pruskiej. Od 1921 roku zajął się administracją rodzinnego Kiączyna.
Początkowo był związany z endecją, w 1926 roku wszedł w skład Wielkiej Rady Obozu Wielkiej Polski. Później zbliżył się do kręgów rządowych, związany był ze Stronnictwem Zachowawczym. W 1935 roku został posłem sejm z okręgu nr 95 z listy Bezpartyjnego Bloku Współpracy z Rządem. W izbie sprawował funkcję wiceprezesa Koła Rolników. W lutym 1937 roku wszedł w skład koła parlamentarnego Obozu Zjednoczenia Narodowego. Wystąpił jednak z niego w kwietniu 1938 roku.
Pełnił funkcje kierownicze w takich organizacjach jak: Wielkopolskie Towarzystwo Kółek Rolniczych (gdzie w latach 1935–1939 był wiceprezesem), Wielkopolska Izba Rolnicza, Związek Eksporterów Zboża, Międzynarodowy Europejski Związek Buraczany. Był członkiem Sejmiku i Wydziału Powiatowego w Szamotułach.
Uczestniczył w kampanii wrześniowej. Został wzięty do niewoli przez Niemców. Trafił do obozu przejściowego w Radomiu, a później do oflagu w Woldenbergu. Zmarł tamże w 1941 roku. Pochowany na cmentarzu wojennym w Stargardzie.

## Życie prywatne
Bogusław Łubieński był synem Joanny z Chełkowskich i Wojciecha Łubieńskich, wnukiem Bogusława i bratem Anny. Z małżeństwa z Antoniną z Grodzickich pozostawił córkę Marię i syna Wojciecha.